# ملعب توماس روبينسون
ملعب توماس روبينسون هو ملعب متعدد الاستخدام يقع في ناساو عاصمة البهاما . غالبا ما يتم استخدامه لمباريات كرة القدم . يسع الملعب لجلوس 9،100 متفرج . يعتبر الملعب الرسمي الذي يخوض فيه منتخب البهاما مبارياته الدولية . تكفلت حكومة الصين بتمويل تجديد الملعب وتكبير سعته إلى 15 ألف مقعد على أن ينتهي العمل في 2011 .